# We All Sleep Alone
«We All Sleep Alone» — второй американский и европейский сингл певицы и актрисы Шер с её девятнадцатого альбома Cher, выпущенный на лейбле Geffen Records 28 января 1988 года. Сингл был также выпущен на видеокассете, содержащей музыкальное видео, режиссёром которого является сама Шер.

## О песне
Песня была написана и спродюсирована Дэвидом Геффеном и написана Джоном Бон Джови, Десмондом Чайлдом и Ричи Самборой, с которым у Шер позже завяжутся романтические отношения. Песня была замиксована Todd Terry в 1998 году для альбома Шер Believe.

## Музыкальное видео
В видео на песню вновь снялся её парень Rob Camilletti. Существует две версии клипа, в первой показаны только Шер и Camilletti в большой спальне, во второй версии помимо этих кадров, используются кадры с уличным танцорами и выступлением Шер на сцене.
В марте 1988-го клип был выпущен как промо на видеокассете в США. В 2004-м он был официально издан на DVD The Very Best of Cher: The Video Hits Collection.

### Выступления
Шер исполнила песню во время следующих турне:
- Heart of Stone Tour
- Love Hurts Tour
- Do You Believe? Tour
- The Farewell Tour (только в первой части тура)

### Список композиций
We All Sleep Alone remix vinyl 12"
1. «We all Sleep Alone» (Remix)
2. «Working Girl»
3. «I Found Someone»

### Официальные версии
- Album version (3:56)
- Remix (3:52)
- Todd Terry Remix (5:10)
- Todd Terry Remix Edit (4:06)

## Чарты
| Чарт (1988)                       | Место |
| --------------------------------- | ----- |
| U.S. Billboard Adult Contemporary | 11    |
| U.S. Billboard Hot 100            | 14    |
| Canada                            | 27    |
| Polish Singles Chart              | 18    |
| UK Singles Chart                  | 47    |